# Leslie Johnson

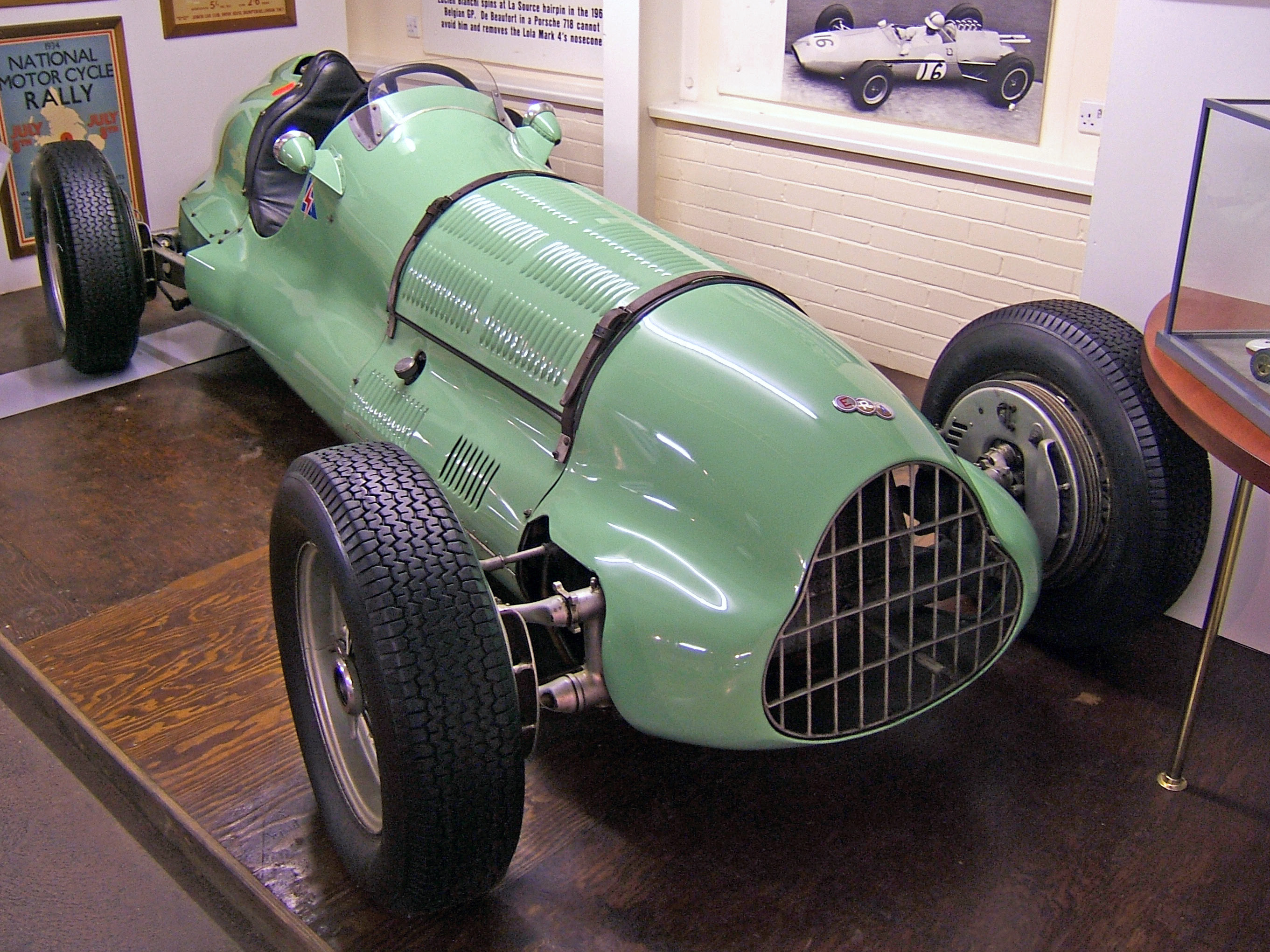
ERA E-Type GP2 conduït per Johnson els anys 1948 i 1950.

Leslie George Johnson va ser un pilot de curses automobilístiques anglès que va arribar a disputar curses de Fórmula 1.
Va néixer el 2 de març del 1912 a Walthamstow, una barriada de Londres. Va morir el 8 de juny del 1959 a Foxcote, Gloucestershire, Anglaterra.

## A la F1
Va participar en la temporada 1950 del campionat del món de Fórmula 1, on va participar en una sola cursa, la primera cursa de la història de la F1, el GP de la Gran Bretanya el 13 de maig del 1950.
Leslie Johnson no va sumar cap punt pel campionat, però va participar en diverses curses no puntuables pel campionat de la F1.

## Resultats a la F1
| Any  | Equip | Xassís | Motor | 1       | 2   | 3   | 4   | 5   | 6   | 7   | Equip | Posició | Punts |
| ---- | ----- | ------ | ----- | ------- | --- | --- | --- | --- | --- | --- | ----- | ------- | ----- |
| 1950 | ERA   | ERA    | ERA   | GBR Ret | MON | 500 | SUI | FRA | BEL | ITA | ERA   | -       | 0     |

### Resum
| Curses: | Victòries: | Pòdiums: | Poles: | Voltes ràpides: | Punts: |
| ------- | ---------- | -------- | ------ | --------------- | ------ |
| 1       | 0          | 0        | 0      | 0               | 0      |